# Akira Nakaura
Akira Nakaura (jap. 中浦章 Nakaura Akira; ur. 3 listopada 1935 w prefekturze Hiroszima) – japoński zapaśnik walczący w stylu klasycznym. Olimpijczyk z Tokio 1964, gdzie odpadł w eliminacjach w kategorii 97 kg.
Odpadł w eliminacjach mistrzostw świata w 1963 roku.